# Kerkrade
Kerkrade (limburguès Kirchroa) és un municipi de la província de Limburg, al sud-est dels Països Baixos. L'1 de gener del 2009 tenia 47.814 habitants repartits sobre una superfície de 22,17 km² (dels quals 0,24 km² corresponen a aigua). Limita al nord amb Landgraaf, a l'oest amb Heerlen, a l'est amb Herzogenrath i al sud amb Aquisgrà.

## Centres de població
- Eygelshoven
- Kerkrade.
- Kaalheide
- Bleyerheide
- Spekholzerheide
- Terwinselen
- Holz
- Rolduckerveld
- Hopel
- Chèvremont
- Haanrade
- Gracht

## Administració
El consistori municipal consta de 29 membres, format des del 2006 per:
- Burgenbelangen, 8 regidors
- PvdA, 7 regidors
- CDA, 5 regidors
- GroenLinks, 3 regidors
- BBK, 2 regidors
- SP, 1 regidor
- VVD, 1 regidor
- Lijst Coumans, 1 regidor
- Fractie Bok, 1 regidor